# Hollowell
Hollowell is een civil parish in het bestuurlijke gebied Daventry, in het Engelse graafschap Northamptonshire met 385 inwoners.